# Гіль де Кабрера-і-Давалос
Гіль де Кабрера-і-Давалос (ісп. Gil de Cabrera y Dávalos; 1646–1712) — іспанський військовик і колоніальний чиновник, губернатор Нового Королівства Гранада і президент Королівської авдієнсії Санта-Фе-де-Боготи.

## Біографія
Народився в Лімі в родині місцевого землевласника. В 14-річному віці почав службу в армії. Маючи звання сержанта, командував терцією під час кампанії в Панамі з відбиття нападу англійців.
1674 року став мером Ліми. Втім згодом вирушив до Іспанії, служив у Мадриді, Баесі й Убеді, 1684 року ставши лицарем Калатравського ордена. 1686 року був призначений на пост президента Королівської авдієнсії Санта-Фе-де-Боготи й вирушив назад в Америку.
1691 року був звинувачений за 30-ма пунктами, усунутий від посади та засланий до Картахени-де-Індіас. До 1694 року обов'язки президента Королівської авдієнсії виконував Франсіско Хосе Мерло де ла Фуенте. Після того Кабрера-і-Давалос був виправданий за всіма пунктами звинувачення й повернувся до виконання обов'язків.
Під час своєї другої каденції був змушений придушувати повстання індіанців. 1697 року Картахену-де-Індіас захопили французи, й Гіль де Кабрера був змушений відбивати напад. Вийшов у відставку 1703 року.
Помер 1712 року в Боготі.